# Troy Tulowitzki
Troy Trevor Tulowitzki (10 de octubre de 1984) es un excampocorto estadounidense de béisbol profesional que jugó para los Colorado Rockies, Toronto Blue Jays y New York Yankees de las Grandes Ligas.
Tulowitzki debutó en 2006 con los Rockies, participó en cinco Juegos de Estrellas, y fue galardonado con dos Guantes de Oro y dos Bates de Plata.

## Carrera profesional

### Colorado Rockies

#### 2006-2008
Los Rockies de Colorado seleccionaron a Tulowitzki como la séptima selección global del draft de 2005. Debutó en Grandes Ligas el 30 de agosto del año siguiente, ante los Mets de Nueva York, en donde se fue de 4-0 con tres ponches recibidos. Conectó su primer hit el día siguiente ante Óliver Pérez de los Mets, y su primer jonrón el 4 de septiembre ante Woody Williams de los Padres de San Diego. Finalizó su primera temporada con promedio al bate de .240 con un jonrón y seis carreras impulsadas en 25 juegos.
Inició la temporada 2007 como el campocorto titular de los Rockies, luego de disfrutar en los entrenamientos primaverales de un mejor rendimiento que su competidor Clint Barmes. El 29 de abril realizó el 13er triple play sin asistencia de la historia, durante la victoria 9-7 en el Coors Field ante los Bravos de Atlanta. El 10 de septiembre conectó su jonrón 20 de la temporada, estableciendo una nueva marca para un campocorto novato de la Liga Nacional, superando los 19 jonrones de Ernie Banks. Finalizó la temporada con promedio de .291, tercero entre los novatos de la liga detrás de Ryan Braun y Hunter Pence, y sus 24 jonrones fueron también el tercer mejor registro después de Braun y Chris Young. Además, registró 99 carreras impulsadas, imponiendo una nueva marca de Grandes Ligas para un campocorto novato.
Por otra parte, se estableció como uno de los mejores campocortos defensivos de la liga, liderando la posición en todas las mayores con un porcentaje de fildeo de .987, y registrando una nueva marca para un campocorto novato. A pesar de ello, no recibió el Guante de Oro como campocorto, el cual fue cedido a Jimmy Rollins de los Filis de Filadelfia; sin embargo, sí fue reconocido con el Premio Fielding Bible.
En la votación al Novato del Año de la Liga Nacional, quedó en segundo lugar detrás de Ryan Braun en una cerrada votación de 128 puntos contra 126 puntos.
El 22 de enero de 2008, Tulowitzki firmó una extensión de contrato por seis años y $31 millones, el más grande hasta la fecha para un jugador con menos de dos años de experiencia. El 29 de abril se lesionó un tendón del cuadriceps izquierdo en una jugada defensiva, y fue colocado en la lista de lesionados. Regresó al equipo el 20 de junio, pero el 5 de julio ingresó nuevamente en la lista de lesionados por un corte en la mano derecha. Finalizó la temporada con promedio de .263, ocho jonrones y 46 impulsadas en 101 juegos.

#### 2009-2015

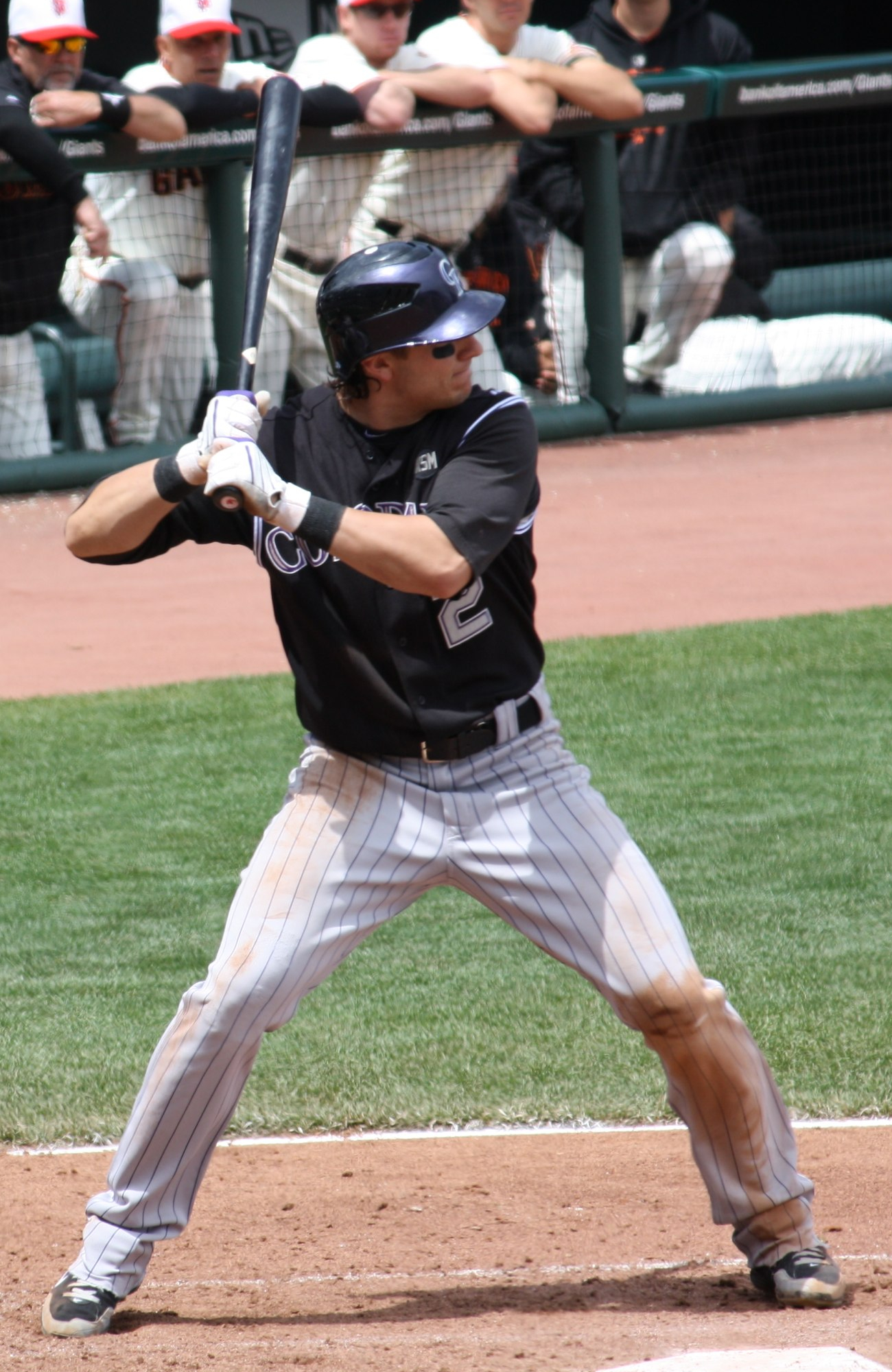
Tulowitzki con los Rockies en 2010.

En 2009, Tulowitzki culminó como líder entre todos los campocortos con 32 jonrones y .552 de porcentaje de slugging, mientras que fue segundo con 92 impulsadas, 9 triples y 79 bases por bolas recibidas. En la votación al Jugador Más Valioso de la Liga Nacional quedó en quinto lugar, premio que se quedó en manos de Albert Pujols.
En 2010, se fracturó la muñeca el 17 de junio al ser golpeado por un lanzamiento de Alex Burnett de los Mellizos de Minnesota, y fue colocado en la lista de lesionados al día siguiente. El 4 de julio, fue elegido junto a Ubaldo Jiménez como uno de los representantes de los Rockies para el Juego de Estrellas, pero debido a su lesión no participó y fue reemplazado por José Reyes de los Mets de Nueva York. En septiembre, fue reconocido como el Jugador del Mes de la Liga Nacional, luego de registrar 15 jonrones, 40 impulsadas, 30 anotadas y .800 de slugging. Culminó la temporada como líder entre todos los campocortos en jonrones (27), impulsadas (95), promedio de bateo (.315), porcentaje de embasado (.381) y slugging (.568), y finalizó nuevamente en el quinto lugar al Jugador Más Valioso de la Liga Nacional, el cual ganó Joey Votto. Debido a su producción ofensiva fue galardonado con el Bate de Plata en su posición, y al ser también líder con un porcentaje de fildeo de .984 recibió el Guante de Oro y el Premio Fielding Bible.
En 2011, fue el campocorto titular de la Liga Nacional en el Juego de Estrellas debido a una lesión de José Reyes, quien fue elegido por los aficionados. Culminó la temporada con promedio de .302, 30 jonrones y una marca personal de 105 impulsadas. Recibió sus segundos Bate de Plata y Guante de Oro, y ganó por tercera vez el Premio Fielding Bible.
En 2012, la temporada de Tulowitzki se vio limitada por una lesión en la ingle que sufrió el 30 de mayo ante los Astros de Houston, la cual requirió cirugía y lo dejó fuera de acción por el resto de la campaña. En apenas 47 juegos, registró promedio de .287 con ocho jonrones y 27 impulsadas.
En 2013, se fracturó una costilla derecha el 13 de junio en la derrota 5-4 ante los Nacionales de Washington, por lo que fue colocado en la lista de lesionados de 15 días. A pesar de ello, fue elegido para el Juego de Estrellas junto a sus compañeros Carlos González y Michael Cuddyer. En un total de 126 juegos, Tulowitzki registró promedio de .312 con 25 jonrones y 82 impulsadas.
En 2014, fue reconocido como el Jugador del Mes en abril luego de iniciar la campaña con .364 de promedio, siete jonrones, nueve dobles y 22 impulsadas. El 3 de mayo ante los Mets, conectó el hit 1,000 de su carrera. Nuevamente fue elegido al Juego de Estrellas, pero su temporada finalizó el 20 de julio luego de lesionarse la cadera, la cual requirió de una cirugía realizada el 15 de agosto. Aunque solo jugó en 91 encuentros, registró promedio de .340, 21 jonrone y 58 impulsadas.
En 2015, fue convocado por quinta vez al Juego de Estrellas, en esta ocasión como reemplazo del lesionado Dee Gordon. Bateó para promedio de .300 con 12 jonrones y 53 impulsadas en 87 juegos con los Rockies antes de ser traspasado.

### Toronto Blue Jays
El 28 de julio de 2015, Tulowitzki fue transferido junto a LaTroy Hawkins a los Azulejos de Toronto, a cambio de José Reyes, Jeff Hoffman, Miguel Castro y Jesús Tinoco. Debutó con su nuevo equipo al día siguiente, y se fue de 5-3 con un jonrón, dos dobles, tres impulsadas y tres anotadas. El 12 de septiembre ante los Yanquis de Nueva York, chocó con su compañero Kevin Pillar al intentar atrapar un elevado y se lesionó el hombro, por lo que perdió tiempo de juego antes de regresar al finalizar la temporada. En total participó en 41 juegos con los Azulejos, dejando promedio de .239 con cinco jonrones y 17 impulsadas.

#### 2016
En 2016, conectó el jonrón 200 de su carrera el 13 de mayo ante los Rangers de Texas. El 28 de mayo fue colocado en la lista de lesionados luego de lesionarse el cuádriceps derecho, siendo reactivado el 18 de junio. Finalizó la temporada con promedio de .254, 24 jonrones y 79 impulsadas, en un total de 131 juegos.

#### 2017
Tulowitzki estuvo en la lista de incapacitados de 10 días a partir del 22 abril después de padecer un daño de ligamento. Regresó el 25 de mayo después de perder 31 juegos. El 29 de julio, Tulowitzki estuvo nuevamente en la lista de incapacitados por un problema en el tobillo, producido en una carrera a primera base. Más tarde fue diagnosticado con daño de ligamento. El 9 de agosto ingresó dos meses a la lista de incapacitados. Registró una línea ofensiva de .249/.300/.378 con siete jonrones y 26 carreras impulsadas en 66 partidos.

#### 2018
En 2018, Tulowitzki se perdió toda la temporada debido a un espolón óseo en su pie derecho que requirió cirugía. El 11 de diciembre fue liberado por los Azulejos, convirtiéndose en agente libre.

### New York Yankees
El 4 de enero de 2019, Tulowitzki firmó un contrato por un año con los Yankees de Nueva York, con el objetivo de competir por el puesto de campocorto titular del equipo en la ausencia de Didi Gregorius.
El 25 de julio de 2019, anunció su retiro como jugador profesional.